# Kovač
Kovač je obec v okrese Jičín v Královéhradeckém kraji. Žije v ní 147 obyvatel.

## Historie
První písemná zmínka o obci pochází z roku 1318.

## Obyvatelstvo
| Rok            | 1869 | 1880 | 1890 | 1900 | 1910 | 1921 | 1930 | 1950 | 1961 | 1970 | 1980 | 1991 | 2001 | 2011 | 2021 |
| -------------- | ---- | ---- | ---- | ---- | ---- | ---- | ---- | ---- | ---- | ---- | ---- | ---- | ---- | ---- | ---- |
| Počet obyvatel | 328  | 361  | 331  | 336  | 316  | 297  | 291  | 248  | 210  | 198  | 155  | 100  | 113  | 127  | 137  |
| Počet domů     | 30   | 36   | 38   | 43   | 46   | 47   | 59   | 65   | 57   | 58   | 48   | 58   | 60   | 65   | 59   |

## Obecní správa
Mezi lety 1869–1950 Kovač byl obcí v okrese Jičín. V letech 1961–1990 patřil jako část obce ke Konecchlumí a od 24. listopadu 1990 je opět samostatnou obcí.

### Obecní symboly
Znak a vlajka byly obci uděleny rozhodnutím předsedy Poslanecké sněmovny Parlamentu České republiky dne 8. listopadu 2016.

## Pamětihodnosti
- Socha svatého Isidora na návsi

## Osobnosti
- Carl Patsch (1865–1945), slavistik, albanolog, archaeolog a historik